# Ligne de Maison-Dieu aux Laumes-Alésia
La ligne de Maison-Dieu aux Laumes-Alésia est une ligne ferroviaire française, qui relie la gare de Maison-Dieu dans le département de l'Yonne à celle des Laumes-Alésia dans le département de la Côte-d'Or.
Elle constitue la ligne 757 000 du réseau ferré national.

## Historique
La ligne « d'Avallon à la ligne de Paris à Dijon » est concédée à titre éventuel à la Compagnie des chemins de fer de Paris à Lyon et à la Méditerranée par une convention entre le ministre secrétaire d'État au département de l'Agriculture, du Commerce et des Travaux publics et la compagnie signée le 1er mai 1863. Cette convention a été approuvée par un décret impérial le 11 juin 1863. La ligne est déclarée d'utilité publique par un décret impérial le 2 septembre suivant, rendant ainsi la concession définitive.
Elle a été mise en service le 19 juin 1876 en même temps que le tronçon d'Avallon à Maison-Dieu de la ligne de Cravant - Bazarnes à Dracy-Saint-Loup.
L'indicateur Chaix de 1931 indique 6 trains de voyageurs parcourant la ligne chaque jour : 3 allers et retours, entre Avallon et Les Laumes-Alésia. Le trajet de 48 km se faisait au mieux en 1h30. 4 autres trains de voyageurs faisaient la liaison aller et retour entre Semur-en-Auxois et Les Laumes-Alésia. 

### Fermeture au service des voyageurs
- le 6 février 1939 entre Maison-Dieu et Semur-en-Auxois.
- le 4 octobre 1953 entre Semur-en-Auxois et Les Laumes-Alésia.

### Dates de déclassement
- De Guillon à Époisses (PK 245,000 à 249,180) : 13 février 1964[4].
- de Maison-Dieu à Guillon (PK 237,494 à 245,000) : 14 mars 1967[5].

## Infrastructure
C'est une ligne à voie unique au profil médiocre, les déclivités atteignent 15 ‰.
La section de Maison-Dieu à Époisses a été déposée, la plateforme est interrompue par l'autoroute A 6 et par la ligne de Combs-la-Ville à Saint-Louis (LGV).

## Exploitation
Entre Époisses et Les Laumes-Alésia, des trains de céréales assurés par la société Europorte desservaient des silos agricoles à Époisses.
L'Association du Chemin de fer Touristique de l'Auxois (ACTA) fait circuler un autorail ancien X 4787 repeint aux couleurs de l'association sur ce même tronçon durant chaque samedi de juin à septembre et les dimanches de juillet et août. Ce service a été inauguré le samedi 13 avril 2013.
Du fait d'un déraillement survenu en 2013, toutes les circulations ont été interrompues sur l'ensemble de la section Les Laumes - Époisses, pour une durée indéterminée. La situation reste inchangée en 2020.